# Verneuil d’Avre et d’Iton
Verneuil d’Avre et d’Iton ist eine französische Gemeinde mit 7.262 Einwohnern (Stand: 1. Januar 2022) im Département Eure in der Region Normandie. Sie gehört zum Arrondissement Bernay sowie zum Kanton Verneuil d’Avre et d’Iton (die Ortschaft Francheville ist Teil des Kantons Breteuil) und ist Mitglied im Gemeindeverband Interco Normandie Sud Eure.
Sie entstand als Commune nouvelle mit Wirkung vom 1. Januar 2017 durch die Zusammenlegung der früheren Gemeinden Francheville und Verneuil-sur-Avre, die in der neuen Gemeinde den Status einer Commune déléguée besitzen. Der Verwaltungssitz befindet sich im Ort Verneuil-sur-Avre.

## Gliederung
| Ortsteil                            | ehemaliger INSEE-Code | Fläche (km²) | Einwohnerzahl zum 1. Januar 2022 |
| ----------------------------------- | --------------------- | ------------ | -------------------------------- |
| Francheville                        | 27265                 | 24,03        | 1.147                            |
| Verneuil-sur-Avre (Verwaltungssitz) | 27679                 | 31,97        | 6.115                            |

## Geografie
Verneuil d’Avre et d’Iton liegt etwa 34 Kilometer südsüdwestlich von Évreux am Avre und am Iton. Umgeben wird Verneuil d’Avre et d’Iton von den Nachbargemeinden Bémécourt im Norden und Nordwesten, Breteuil im Norden, Piseux im Osten und Nordosten, Bâlines und Courteilles im Osten, Rueil-la-Gadelière im Süden und Südosten, Boissy-lès-Perche im Süden und Südwesten, Saint-Victor-sur-Avre im Südwesten, Pullay im Westen und Südwesten, Mandres und Bourth im Westen sowie Chéronvilliers im Nordwesten.
Durch die Gemeinde führt die Route nationale 12.

## Sehenswürdigkeiten

### Francheville
- Kirche Saint-Martin
- Kapelle Malicorne
- Schloss Le Tremblay
- Hippodrom

### Verneuil-sur-Avre
- Kirche La Madeleine, ursprünglich aus dem 12. Jahrhundert, erheblicher Umbau ab 1465, Monument historique seit 1862
- Kirche Notre-Dame aus dem 12. Jahrhundert
- Kloster Saint-Nicolas, 1628 erbaut, derzeit Benediktinerabtei, 2001 profaniert
- Reste der Kirche Saint-Jean aus dem 16. Jahrhundert, 1943 als Monument historique eingetragen, 1944 durch Bombardement zerstört
- Burgreste aus dem 13. Jahrhundert
- École des Roches, konfessionsgebundene Lehranstalt

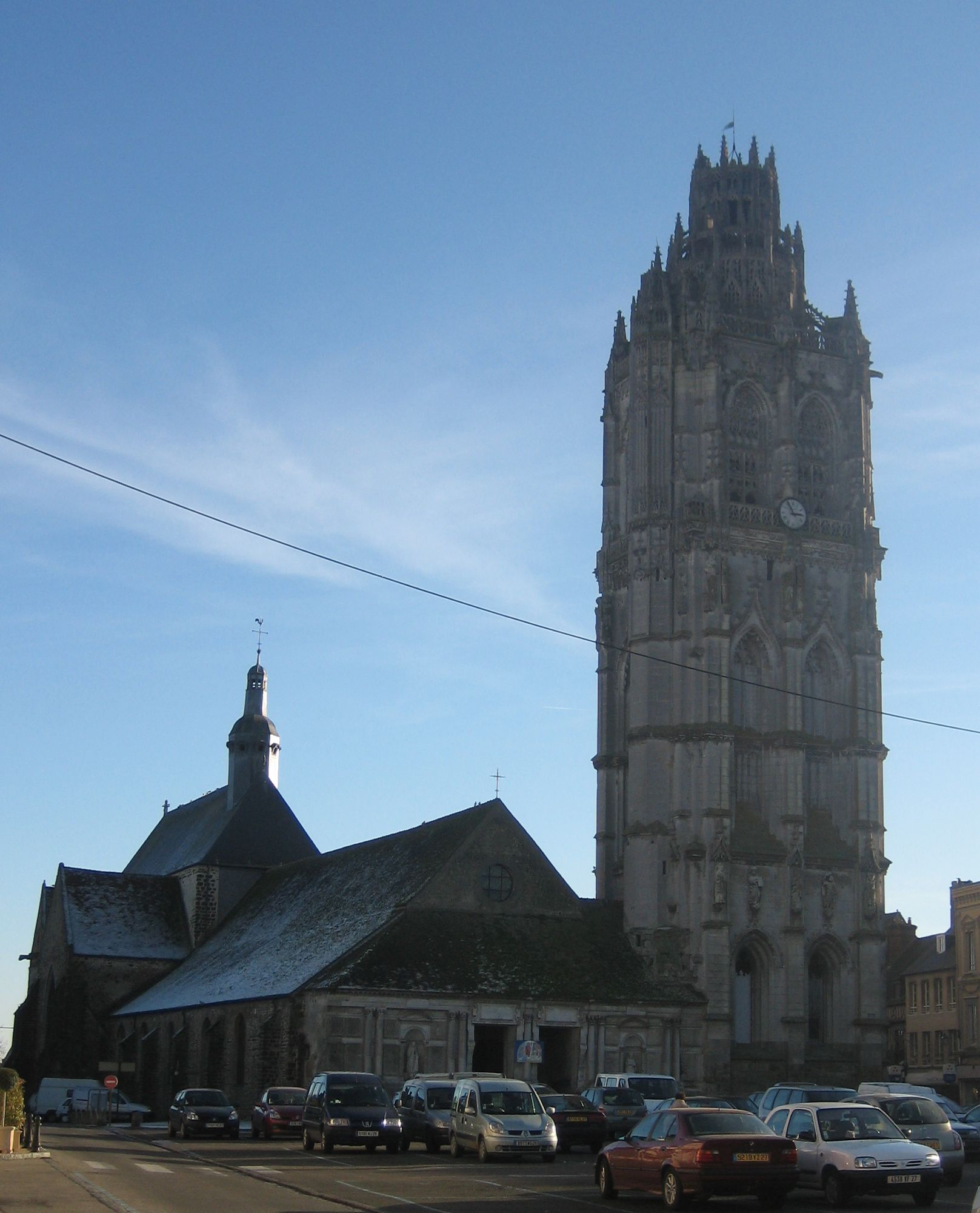
Kirche La Madeleine
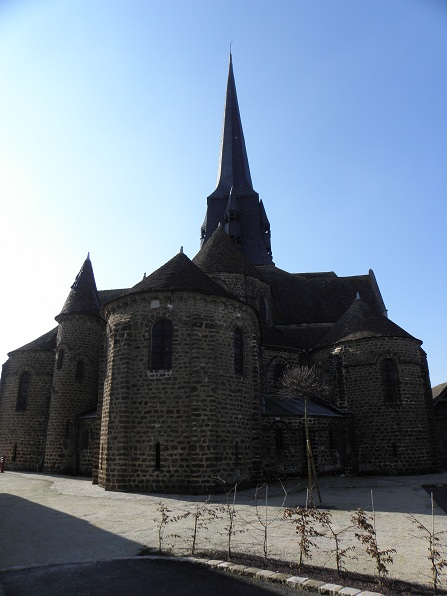
Kirche Notre-Dame
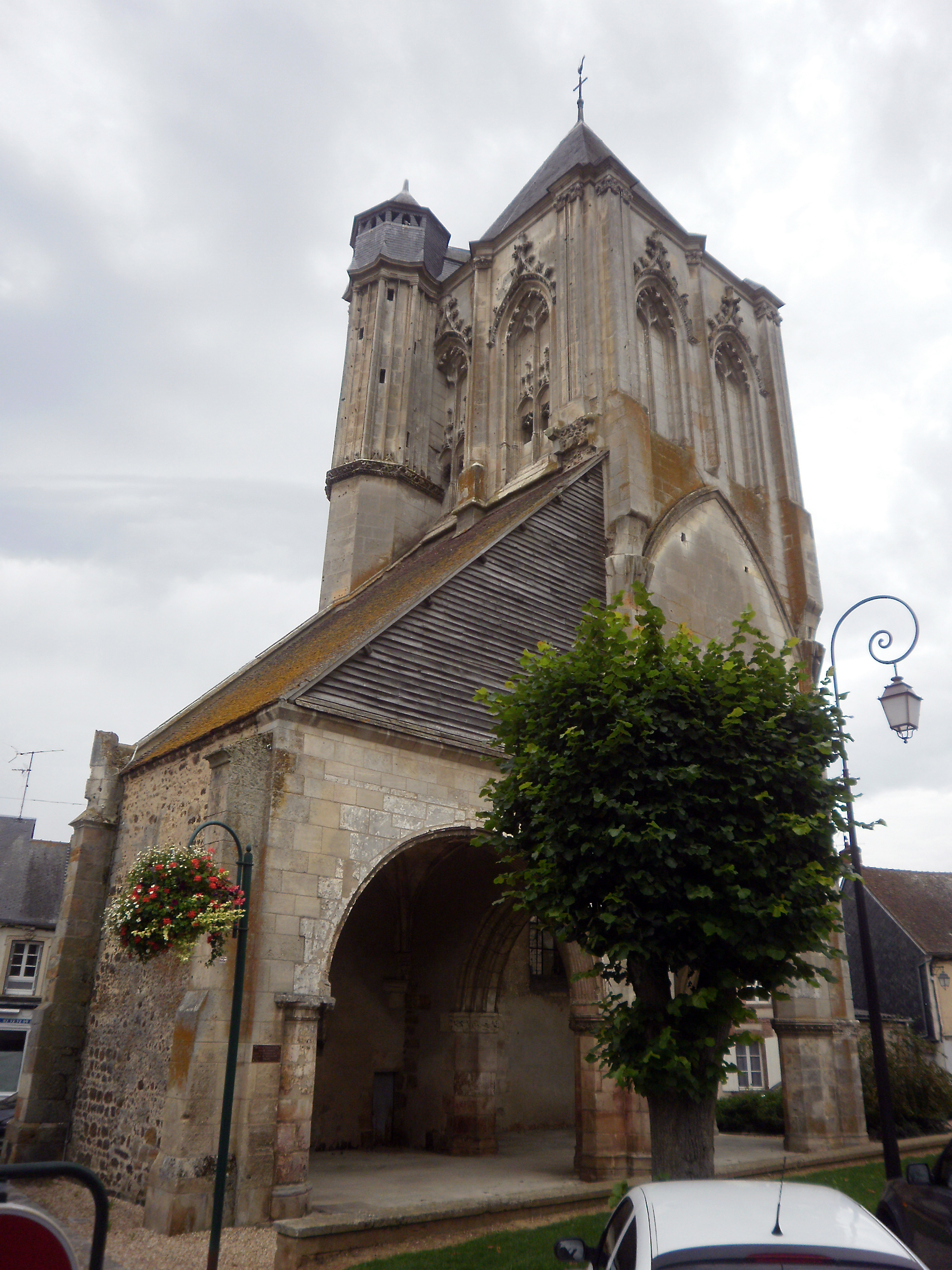
Reste der Kirche Saint-Jean
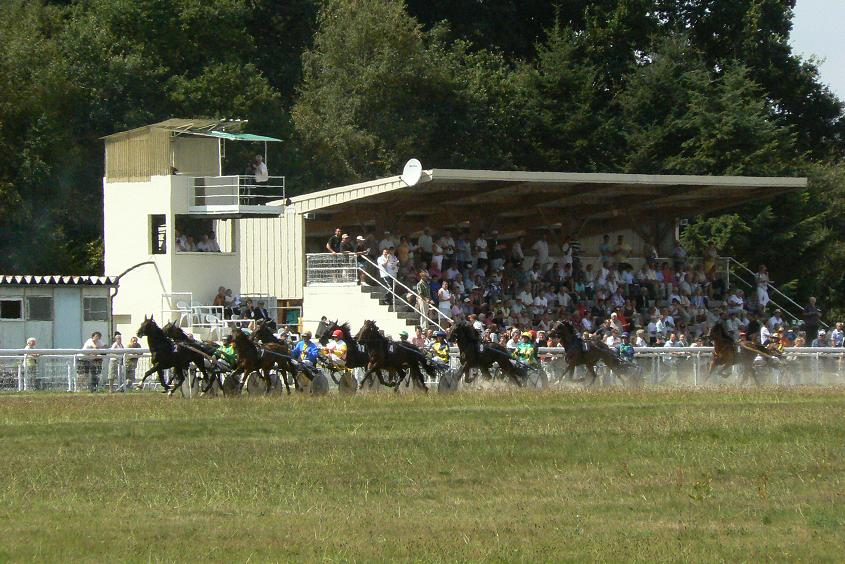
Hippodrom von Francheville

## Persönlichkeiten
- Artus Fillon (Lebensdaten nicht bekannt), Bischof von Senlis (1522–1526)
- Paul-Alexis Blessebois (1646–1700), Schriftsteller
- Marie Pierre Louis de Frotté (genannt "Blondel", 1766–1800), Anführer der normannischen Chouannerie, in Verneuil füsiliert
- Jérôme Carcopino (1881–1970), Archäologe
- Victor Linart (1889–1977), Radrennfahrer
- Pascal Quignard (* 1948), Schriftsteller
- Nicolas Miguet (* 1961), Journalist und Politiker (UDF)
- Bérangère Sapowicz (* 1983), ehemalige Fußballnationalspielerin (Tor)